# Menjung
Menjung est un village du Cameroun situé dans l’arrondissement de Bamenda IIIe, dans le département de Mezam et dans la Région du Nord-Ouest.

## Population
Lors du recensement de 2005, on a dénombré 756 habitants dont 356 hommes et 400 femmes.